# Едіт Седерґран
Едіт Ірене Седерґран (фін. Edith Irene Södergran, 4 квітня 1892, Санкт-Петербург, Російська імперія ― 24 червня 1923, Ківеннапа (нині Рощино Ленінградської області, Росія), Виборзька губернія, Фінляндія) ― фінська поетеса. Є найвідомішою за кордоном фінською поетесою, чиї твори перекладені більше як 40 мовами, а також однією з перших представників модернізму у фінській літературі.

## Біографія
Батько Едіт Седерґран, Маттс Седерґран, походив зі шведськомовного міста Нерпес, а мати, Гелена (дівоче прізвище Гольмроос) була шведськомовною фінкою, народженою в Санкт-Петербурзі; бабуся Едіт була родом з Науво. Родина переїхала до Райволи на Карельському перешийку, де батько Маттс працював на лісопилці. Едіт навчалася у петербурзькій німецькій школі Петрішуле, де вона почала писати вірші німецькою, надихаючись Гайнріхом Гайне та Йоганном Вольфґанґом фон Ґете. Вона познайомилась із французьким символізмом, російським футуризмом та німецьким експресіонізмом.
Батько Едіт помер від туберкульозу у 1907 році, а сама дівчина захворіла на цю ж хворобу наступного року. Вона лікувалася спершу у туберкульозному санаторії Нуммела в Нурміярві, а згодом у Давосі в Швейцарії. З 1914 року Едіт відмовилася від санаторного лікування і за підтримки та допомоги матері повністю присвятила себе поетичній творчості. 
Седерґран створила всі свої твори за досить короткий час. Її перша збірка Dikter (з швед. «Вірші») вийшла у 1916 році. Це була перша у Фінляндії збірка, що складалася лише з верлібрів, а її образний стиль сильно відрізнявся від традиційної поезії. Вірші Седерґран вважалися невідповідними та складними для розуміння, ця збірка отримала багато уваги, але відгуки були змішані та навіть критичні відгуки.
«Музою» та близькою подругою Седерґран протягом довгого часу була письменниця Гаґар Ульсон, яка у 1922 році залучила її до діяльності модерністського журналу Ultra. Другим фінсько-шведським поетом, який підтримував Едіт, був Ельмер Діктоніус: вона одного разу зустріла його, коли Гаґар Ульсон відправила його до Райволи у березні 1922 року, за деякий час до смерті Седерґран. Ця зустріч надала тоді тяжко хворій Едіт сил: Діктоніус співав їй власних пісень і вони деякий час активно листувались, коли стосунки між Седерґран та Ульсон послабшали.
Восени 1922 року Седерґран почувалася слабкою і проводила багато часу у ліжку. Ульсон намагалася переконати Седерґран лягти в лікарню, але та дотримувалася свого рішення з 1914 року до останнього не звертатися до лікарень. Її останніми віршами стали Landet som icke är (з швед. «Земля, якої немає») та Ankomst till Hades (з швед. «Прибуття до Аїда»). Останнього листа до Діктоніуса Едіт надіслала перед своєю смертю наприкінці червня 1923 року.

## Спадщина

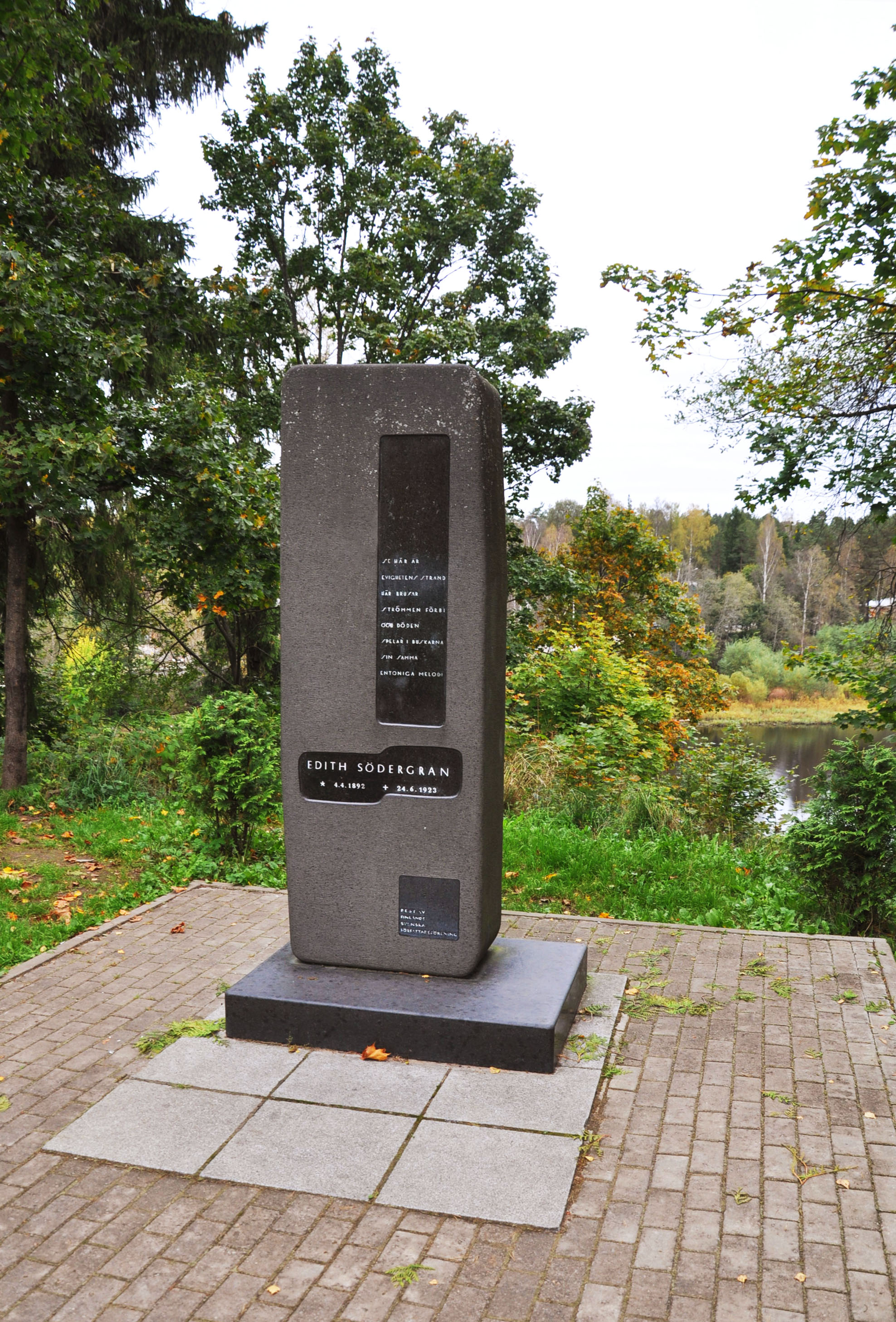
Памʼятник Едіт Седерґран в Рощино.

Едіт Седерґран була першопрохідницею модернізму на кшталт Т.С. Еліота та Езри Паунда в англомовному світі. Під впливом поетеси фінсько-шведська поезія у 1920-х рр. постала в авангарді нордичної літератури, у той час як у фінськомовній поезії модернізм набув популярності лише у 1950-х рр.
У 1955 році Гаґар Ульссон опублікувала збірку листів Едіт під назвою «Ediths brev» (з швед. «Листи Едіт»), а у 1949 біографію Седерґран видав Ґуннар Тідестрем. Твори поетеси були перекладені зокрема данською (1953), французькою (1954), норвезькою (1957), угорською (1967), англійською (1969), німецькою (1977), російською (1980) та іспанською (1993) мовами.
Могильний памʼятник Едіт Седеґран, створений фінським скульптором Вяйне Аалтоненом, був зруйнований у 1939 році. Новий памʼятник, за авторством Вяйне і Матті Аалтоненів, був відкритий у Рощино у 1960 році. У 1992 році у Фінляндії на честь Седерґран було випущено поштову марку. Окрім цього у Рощино знаходиться й памʼятник кішці поетеси на імʼя Тотті, автором якого є скульпторка Ніна Терно.

## Літературний стиль
Поезія Едіт Седерґран не має рим та містить багато описів та зображень. Вона значно відрізнялась від типового стилю того часу. Седерґран була першою фінською поетесою, у віршах якої спостерігаються ознаки модерністської поезії, як, наприклад, відкрита структура, індивідуальний ритм та вільний вибір тем.

## Фотографії, зроблені Едіт Седерґран

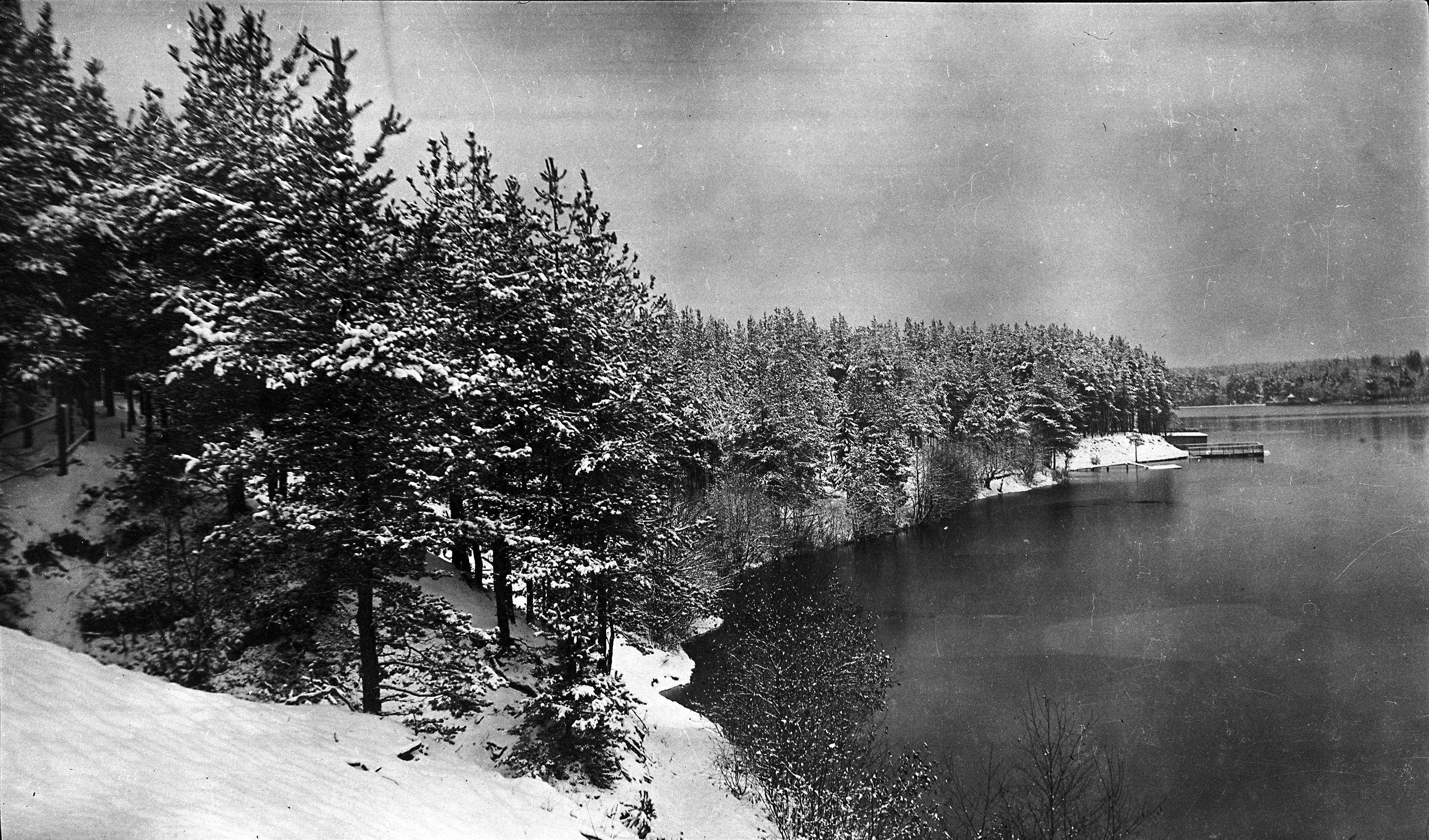
Озеро Онкамоярві.
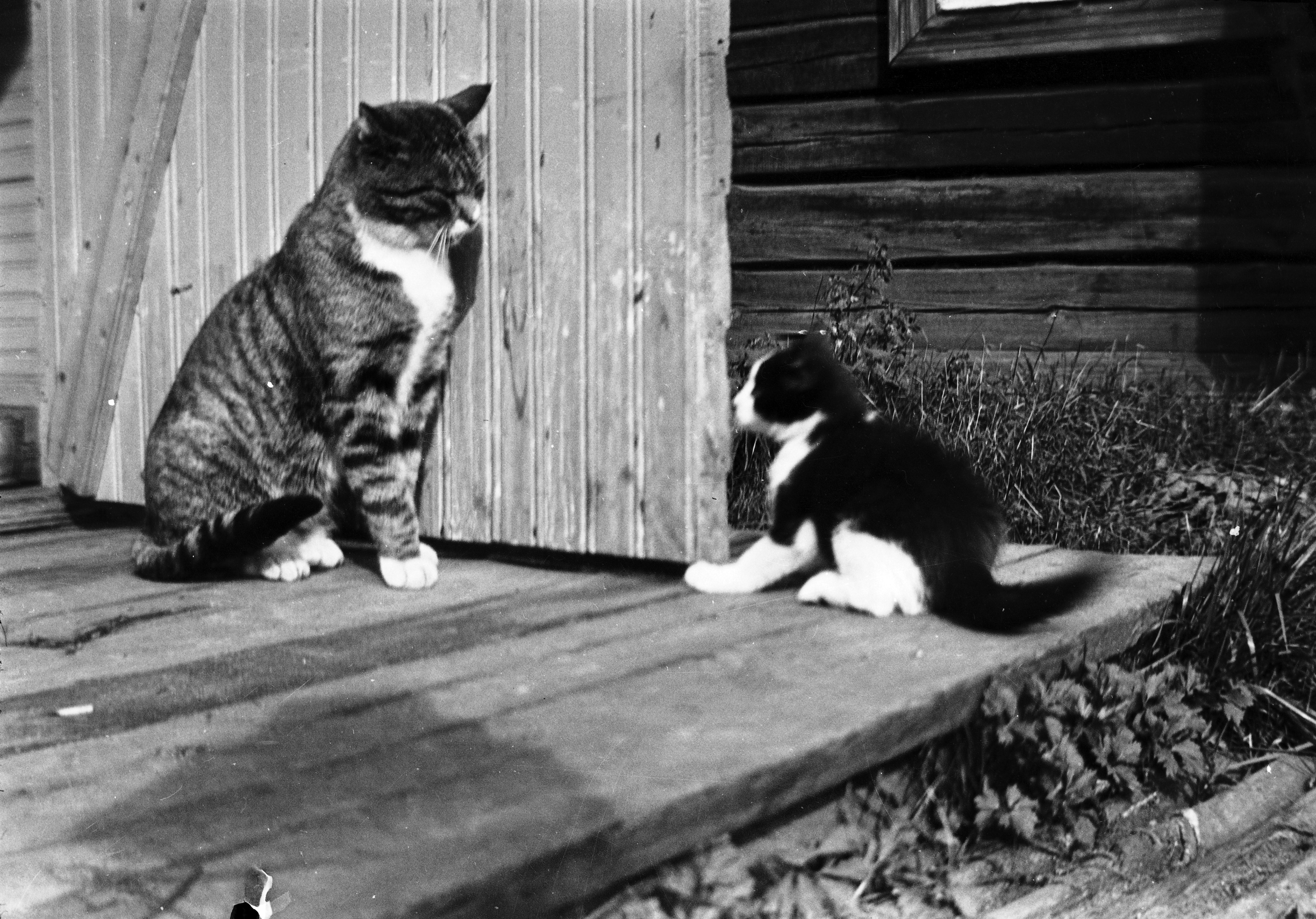
Два коти.
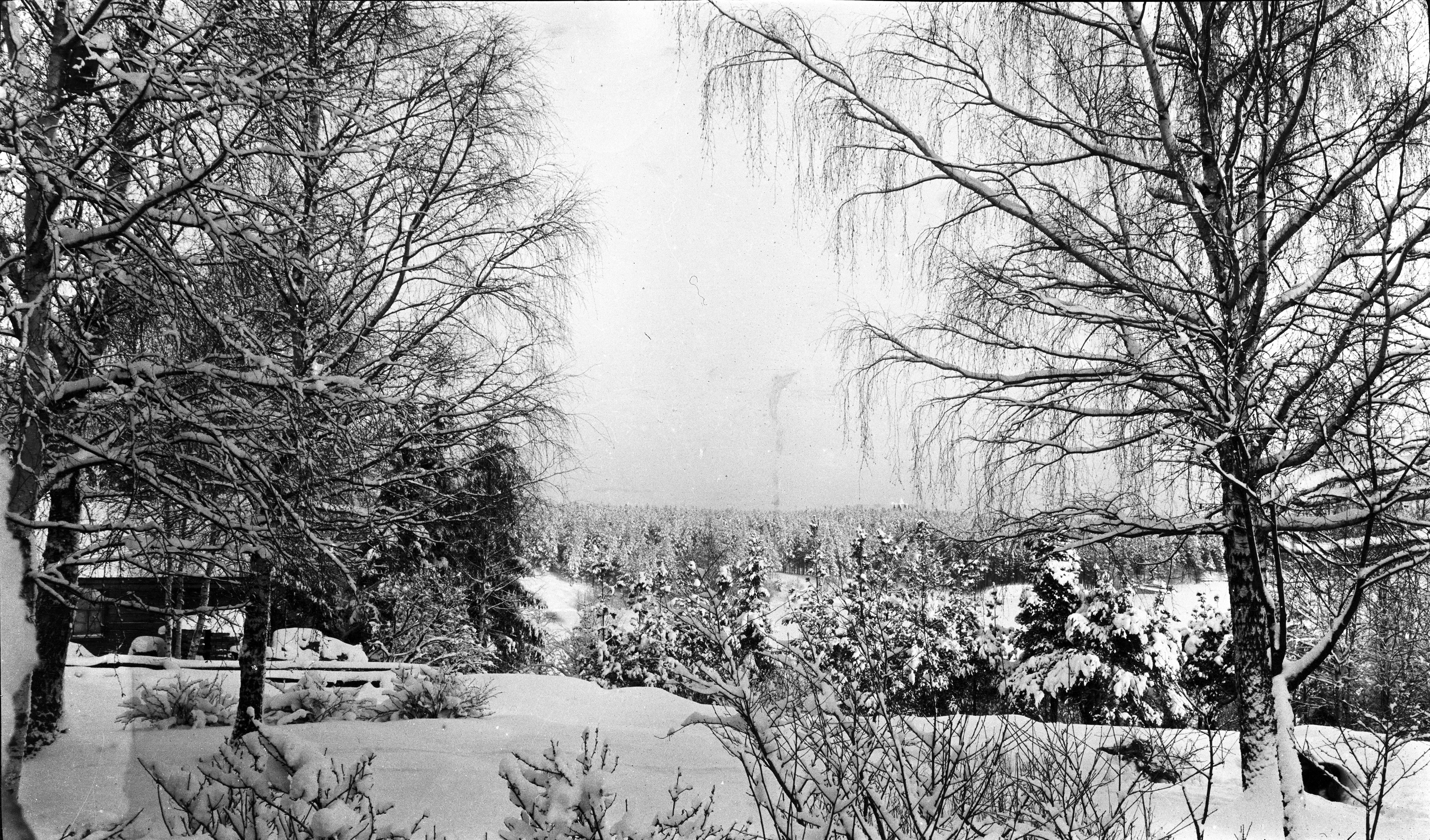
Райвола взимку.
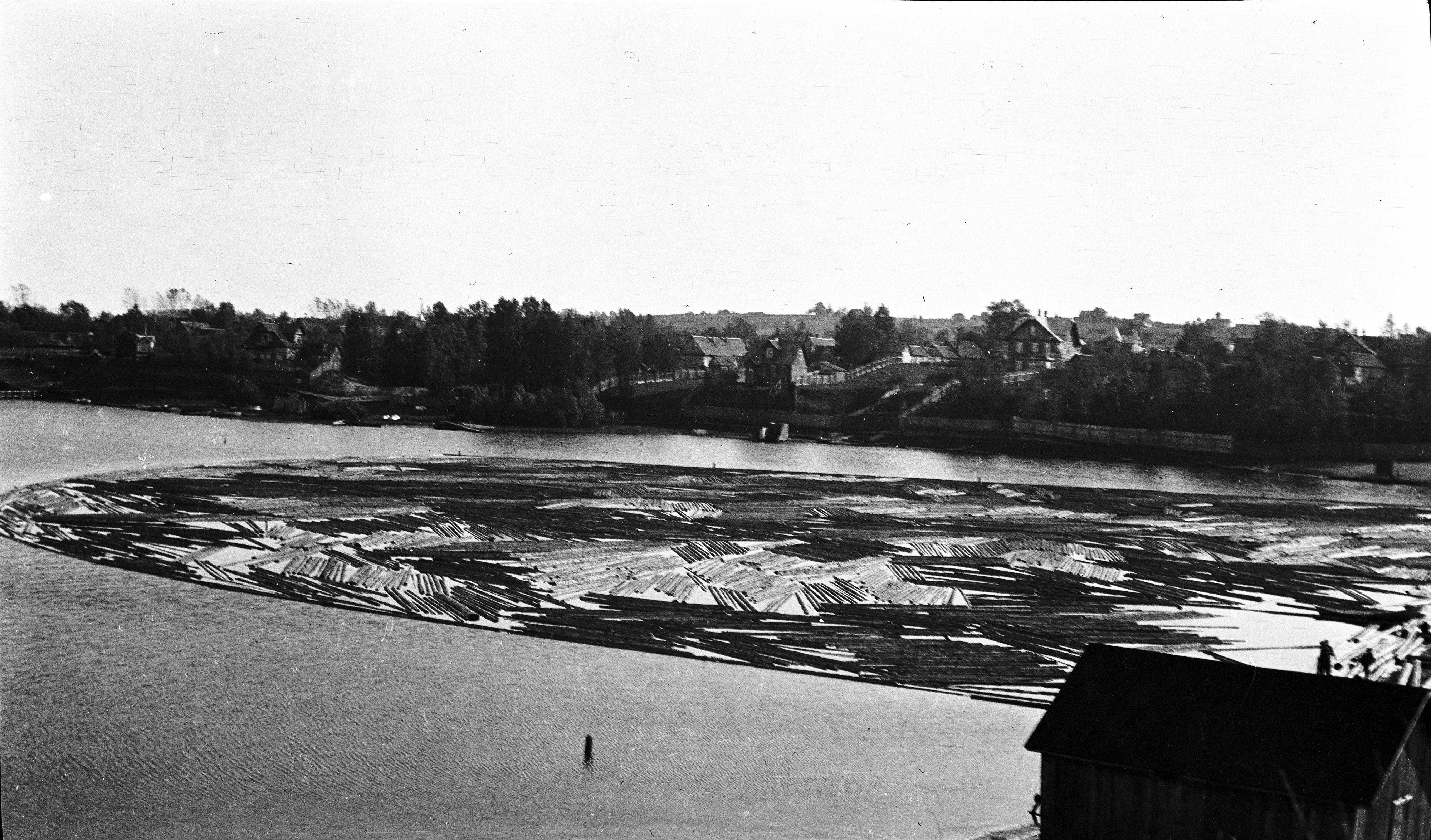
Сплав лісу на озері Онкамоярві.

## Твори
- Dikter. Borgå: Schildt. 1916. «Вірші», книжка на сайті digi.kansalliskirjasto.fi
- Septemberlyran. Dikter. Helsingfors: Schildt. 1918. «Вереснева ліра», книжка на сайті digi.kansalliskirjasto.fi
- Brokiga iakttagelser. Helsingfors: Schildt. 1919. (афоризми), «Строкаті спостереження», книжка на сайті digi.kansalliskirjasto.fi
- Rosenaltaret. Helsingfors: Schildt. 1919. «Трояндовий вівтар», книжка на сайті digi.kansalliskirjasto.fi
- Framtidens skugga. Helsingfors: Schildt. 1920. «Тінь майбутнього», книжка на сайті digi.kansalliskirjasto.fi
- Tankar om naturen (афоризми у журналі Ultra за 1920 рік, «Думки про природу»)
- Landet som icke är. (Efterlämnade dikter). Helsingfors: Schildt. 1925. (посмертно, ред. Ельмер Діктоніус, «Земля, якої немає»)

Листи
- Ediths brev. Brev från Edith Södergran till Hagar Olsson. Med kommentar av Hagar Olsson. Helsingfors: Schildt, 1955. ( «Листи Едіт Седерґран»)